# Рене Поль Ремон Капюрон
Рене Поль Ремон Капюрон (фр. René Paul Raymond Capuron або фр. René Capuron, 1921 — 24 серпня 1971) — французький ботанік.

## Біографія
Рене Поль Ремон Капюрон народився у 1921 році.
Протягом 1950-х та 1960-х років Капюрон був відповідальний за роботу з деревною флорою Мадагаскару. Він описав понад 360 видів рослин. Вид Takhtajania perrieri був вперше описаний ним у 1963 році у складі роду Bubbia відомого з Австралії, Новій Каледонії та островів Лорд-Хау.
Рене Поль Ремон Капюрон помер 24 серпня 1971 року.

## Наукова діяльність
Рене Поль Ремон Капюрон спеціалізувався на насіннєвих рослинах.

## Наукові роботи
- Essai d'introduction à l'étude de la flore forestière de Madagascar, Tananarive, Inspection Générale des Eaux & Forêts, 1957, 125 p.
- Rhopalocarpacées, dans: Flore de Madagascar et des Comores, vol. 127, Paris, 1963, 41 p.
- Révision des Sapindacées de Madagascar et des Comores, dans: Mémoires du Muséum national d'histoire naturelle, t. 19, Paris, 1969, 189 p.

## Почесті
На його честь були названі такі види рослин:
- Ruellia capuronii Benoist[7]
- Operculicarya capuronii Randrian. & Lowry[8]
- Ambavia capuronii (Cavaco & Keraudren) Le Thomas[9]
- Podocarpus capuronii[10]
- Schizolaena capuronii[10]